# Vratno (Šentjernej, Slovenija)
Vratno je naselje u slovenskoj Općini Šentjerneju. Vratno se nalazi u pokrajini Dolenjskoj i statističkoj regiji Donjoposavskoj regiji. 

## Stanovništvo
Prema popisu stanovništva iz 2002. godine naselje je imalo 66 stanovnika.